# Numancia (1864)
La Numancia fue una fragata blindada de la Armada Española construida por la compañía francesa Forges et Chantiers de la Mediterranée en los astilleros de La Seyne, Tolón. Supuso el primer intento de devolver a España al círculo de las principales potencias navales a nivel mundial, a mediados del siglo XIX tras la debacle de Trafalgar. Recibió su nombre en recuerdo de la gesta de los habitantes celtíberos de Numancia, en las cercanías de la actual Soria, frente al invasor romano. Fue el segundo de los tres buques de la Armada Española en portar dicho nombre.

## Diseño

### Proyecto y construcción

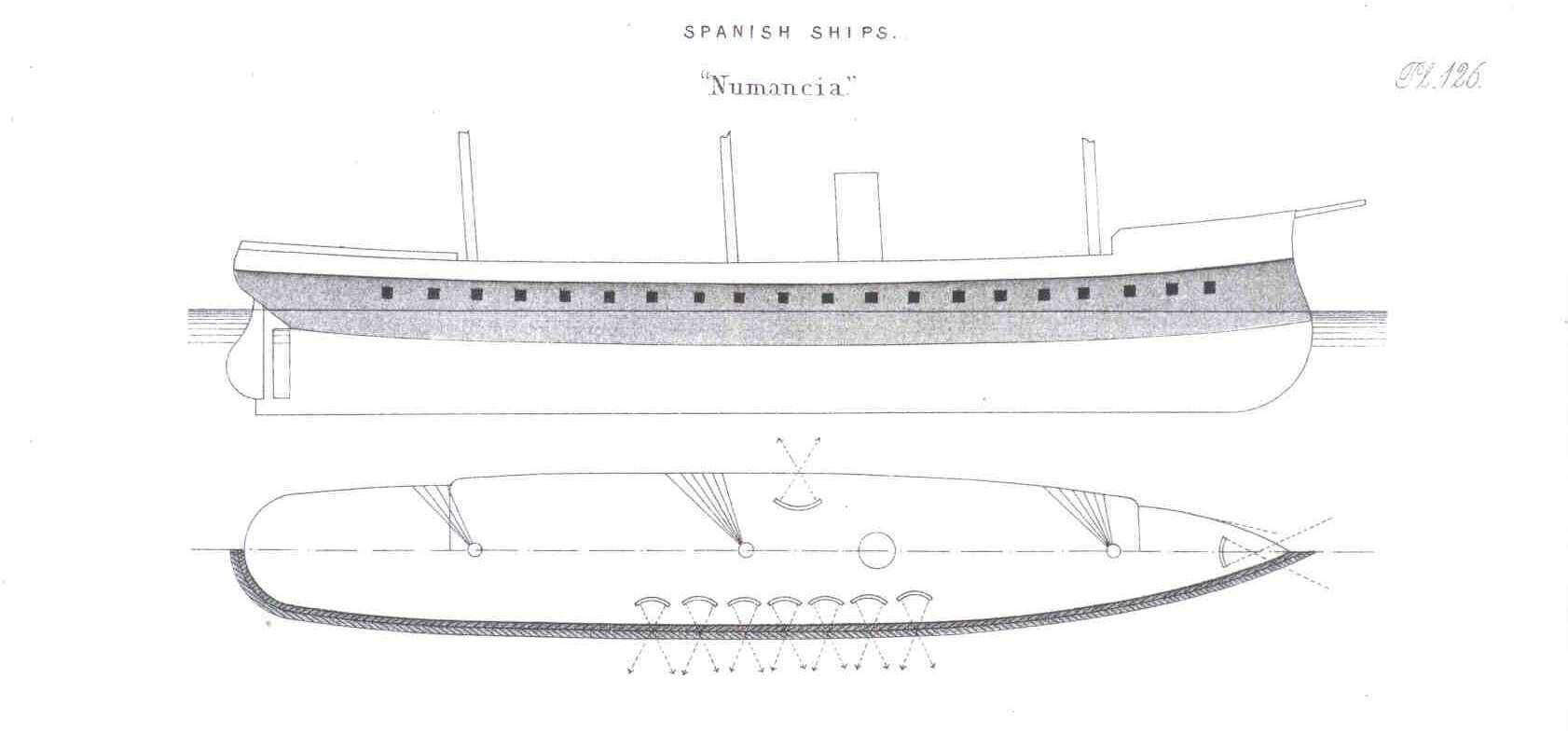
Plano en planta y alzado derecho de la Numancia; las áreas sombreadas muestran protección del blindaje.

La idea de la protección de los buques de guerra ya la tomó en 1782 España durante el sitio de Gibraltar. Posteriormente fue secundada con no demasiado éxito hasta que se construyó la primera fragata blindada del mundo en 1859: La Gloire, la cual abrió paso a la carrera armamentística de las naciones dominantes del momento y significó el golpe de gracia para los navíos de línea como punta de lanza en las flotas.
La renovación naval fue global y España vio una oportunidad de oro para recuperar su prestigio y lugar en los mares tras la batalla de Trafalgar en 1805. Una ocasión sintetizada en la imagen de una imponente flota de fragatas que la convertiría en la cuarta potencia naval del mundo. Sin embargo, la necesidad gubernamental de armarse rápidamente cogió a los astilleros españoles todavía anclados en la construcción naval tradicional y, por ello, la construcción de la mayoría de las unidades blindadas se encargó a astilleros situados fuera de España.
La Numancia tuvo su origen en abril de 1862 tras la firma en Madrid de un contrato con la Sociedad Forges et Chantiers de la Mediterranée; se encargó su construcción a los astilleros La Seyne de Tolón. Se empezó a trabajar en ella en septiembre de ese mismo año, y el 19 de noviembre de 1863 el obispo de aquella localidad bendijo su botadura. Las pruebas de navegación y el ensayo de su armamento, que se llevaron a cabo durante la travesía desde el astillero francés hasta Cartagena, donde arribó el 20 de diciembre de 1864, se consideraron excelentes, ya que recorrió las 472 millas náuticas que los separan en 43 horas. El coste de su construcción ascendió a 8 322 252 pesetas, una cantidad fabulosa para la época.

### Características
Su casco, que estaba completamente construido con planchas de hierro unidas por dos millones de remaches, tenía una eslora de 96,8 m, una manga de 17,34 m, un puntal de 8,7 m, y para un desplazamiento en carga de 7500 t, presentaba un calado medio de 7,90 m. Su casco finalizaba a proa en un agudo espolón.
La coraza, de 1355 t, estaba asentada sobre un almohadillado de madera de teca y estaba formada por planchas de hierro que cubrían desde 2,3 m bajo la línea de flotación hasta la altura de la cubierta alta, con un espesor de 130 mm en la parte inferior, 120 mm en la superior. Tanto las superiores como las inferiores tenían 10 mm menos de espesor en los extremos de popa y proa. Asimismo, contaba con dos torres elípticas de madera, una a proa y otra a popa, reforzadas con planchas de hierro de 120 mm para el timonel y el comandante.
Su propulsión corría a cargo de una máquina de vapor de biela en retorno de M. Dupuy de Lôme, con dos cilindros horizontales de ø2,14 m y una carrera de 1,5 m, alimentada por 8 calderas. Con una potencia de 1000 caballos, esta máquina accionaba una hélice de bronce de cuatro palas de ø6,35 m y un paso de 8,5 m, que transmitía una potencia total de 3700 cv indicados.
Asimismo, la Numancia disponía de un aparejo de fragata con una superficie vélica de 1846 m², quedando por tanto a medio camino entre los escasos 1100 m² de La Gloire y los excesivos 4497 m² de velamen del HMS Warrior.

## Historial

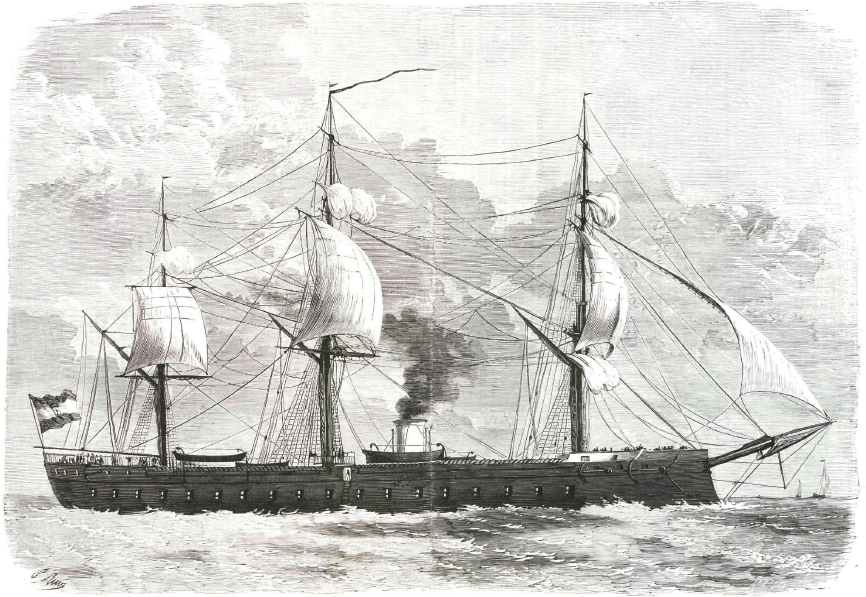
Dibujo de época de la Numancia a su entrega en 1865.

Fue un buque con una dilatadísima vida, que participó en prácticamente todos los hechos navales reseñables de la historia de España del último tercio del siglo XIX.
El 8 de enero de 1865 zarpó desde Cartagena con rumbo a Cádiz, a donde arribó el día 11 del mismo mes. Allí tomó el mando el capitán de navío Casto Méndez Núñez. Fue destinada inmediatamente a la escuadra del Pacífico, en un viaje que presagiaba lo peor debido a las negativas experiencias de franceses e ingleses con sus novísimos buques acorazados en viajes largos. Se inició la expedición el 4 de febrero de 1865, desde el puerto de Cádiz.
Tras carbonear en San Vicente el 13 de febrero arribó a Montevideo el 13 de marzo, de donde partió el 2 de abril con rumbo al estrecho de Magallanes acompañado del vapor de ruedas Marqués de la Victoria, que debía acompañar a la Numancia hasta el estrecho para proveerla de carbón. Llegó a Valparaíso el 28 de abril y encontró en dicho puerto a la corbeta Vencedora, que le indicó que la escuadra española se encontraba en el Callao, puerto al que arribó el 5 de mayo de 1865.

### Guerra hispano-sudamericana
El 17 de febrero de 1866 zarpó junto a la Blanca desde Valparaíso con rumbo a las islas Chiloé, donde fondearon el 27 del mismo mes en Puerto Low, el 1 de marzo en Puerto Oscuro y el 9 en la bahía de Arauco. La Blanca apresó esa misma tarde al vapor de ruedas Paquete del Maule y, al día siguiente, otras dos barcazas de carbón, tras lo cual, el 12 de marzo, los cinco buques emprendieron retorno a Valparaíso, llegando la Numancia y el Paquete Maule el 14 de marzo y el resto de buques al día siguiente.
La fragata blindada estuvo presente en el bombardeo de Valparaíso del 31 de marzo de 1866, donde dio la señal de que faltaba una hora para iniciar el cañoneo con ocho disparos sin bala. Pasada esa hora, se izó en la Numancia la señal de iniciar el bombardeo, tras lo cual, la Villa de Madrid y la Blanca se dirigieron contra los almacenes fiscales, la Resolución contra el ferrocarril y la Vencedora contra la intendencia y la bolsa. El bombardeo duró una hora y cincuenta minutos.

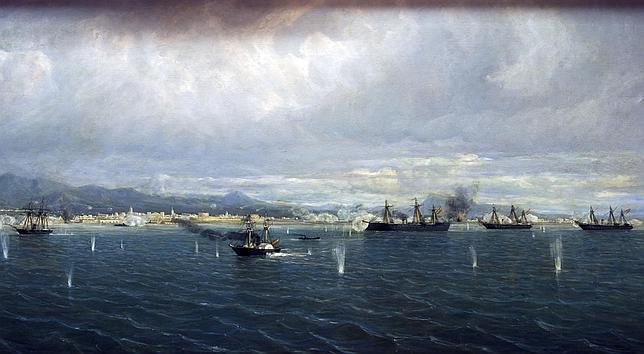
Pintura de Rafael Monleón que representa el bombardeo de El Callao. En el centro, la Numancia.

El 14 de marzo zarpó junto al resto de la escuadra española en el Pacífico para dirigise a El Callao y arribó el 25 de abril a la isla de San Lorenzo. Participó en la batalla de El Callao, combate en el que abrió el fuego de la escuadra del Pacífico y soportó gran parte del peso de la batalla, durante la que recibió 52 impactos. Asimismo, al aproximarse a la costa para efectuar el bombardeo, cortó con la hélice sin saberlo los cables eléctricos que accionaban las minas marinas dispuestas en el Callao.
Tras batir el Callao, la flota se dirigió a la isla San Lorenzo donde se efectuaron reparaciones, se dio sepultura a los 43 caídos y se procedió a quemar los buques capturados que no pudieran hacer el viaje de vuelta. El 10 de mayo la escuadra abandonó la zona. Las fragatas Villa de Madrid, Blanca, Resolución y Almansa partieron rumbo Río de Janeiro cruzando el cabo de Hornos con Casto Méndez Núñez a bordo de la Villa de Madrid.
No se quiso exponer a la Berenguela a una navegación tan peligrosa en esa época del año, ya que aunque había sido reparada, tenía graves averías por el combate. Igualmente, no quiso exponerse a la Numancia por el mismo peligro, además de haber agotado su carbón. Este segundo grupo quedó al mando del capitán de navío Manuel de la Pezuela y Lobo-Cabrilla.

### Primer buque blindado en dar la vuelta al mundo

Itinerario de la Numancia entre 1865 y 1867.

Al disponer de la brisa del Pacífico en su popa, ambos buques pudieron navegar a vela rumbo a Filipinas junto con la goleta Vencedora, los vapores Marqués de la Victoria, Uncle Sam y el transporte de vela Matauara. La Numancia, con todas sus velas desplegadas, retrasaba por su escasa velocidad al resto de la escuadra, hasta tal punto que la Berenguela, para no adelantarse, debía usar solo la gavia.
Finalmente, la Berenguela hubo de separarse el día 15 de mayo al aparecer varios casos de escorbuto entre sus tripulantes, llevándose consigo al vapor Uncle Sam. Por el mismo motivo se separó la Vencedora el 19 del mismo mes. Esperaron a la Numancia en la Isla de Otaiti, a donde arribó el 22 de mayo de 1866 con 110 afectados por el escorbuto a bordo. En dicho fondeadero permanecieron hasta el día 17 de julio y se aprovechó para limpiar fondos, momento en el que se encontraron en la hélice los cables de las minas dispuestas en el Callao. La Numancia arribó a Manila el 8 de septiembre de 1866, tras haber adelantado a la Berenguela el 29 de agosto.
Zarparon las dos fragatas el 19 de enero de 1867 con rumbo a Batavia, en la isla de Java, a donde llegaron el 30 de enero. Desde allí, la Numancia zarpó el 19 de febrero con rumbo al Cabo de Buena Esperanza, en el sur de África, a donde arribó el 5 de abril. Salió de allí el 17 de abril y recaló en la isla de Santa Elena el 29 del mismo mes, para continuar viaje el 2 de mayo con rumbo a Río de Janeiro, a donde arribó el 18 de mayo. Tras un primer intento de zarpar el 2 de junio con rumbo a Montevideo, se decidió su retorno inmediato a la península ibérica y por ello zarpó el 15 de agosto con rumbo a Cádiz,bajo la comandancia de Juan Bautista Antequera y Bobadilla, a donde arribó el 20 de septiembre de 1867. Duró así el primer viaje de circunnavegación de un buque blindado 2 años, 7 meses y 6 días. Quedó instituido el siguiente lema en su honor y fue fijado en la cámara del comandante:

In loricata navis quae primo terram circuivit.
En la nave acorazada que circuyó la Tierra por primera vez

### Traslado a España de Amadeo I

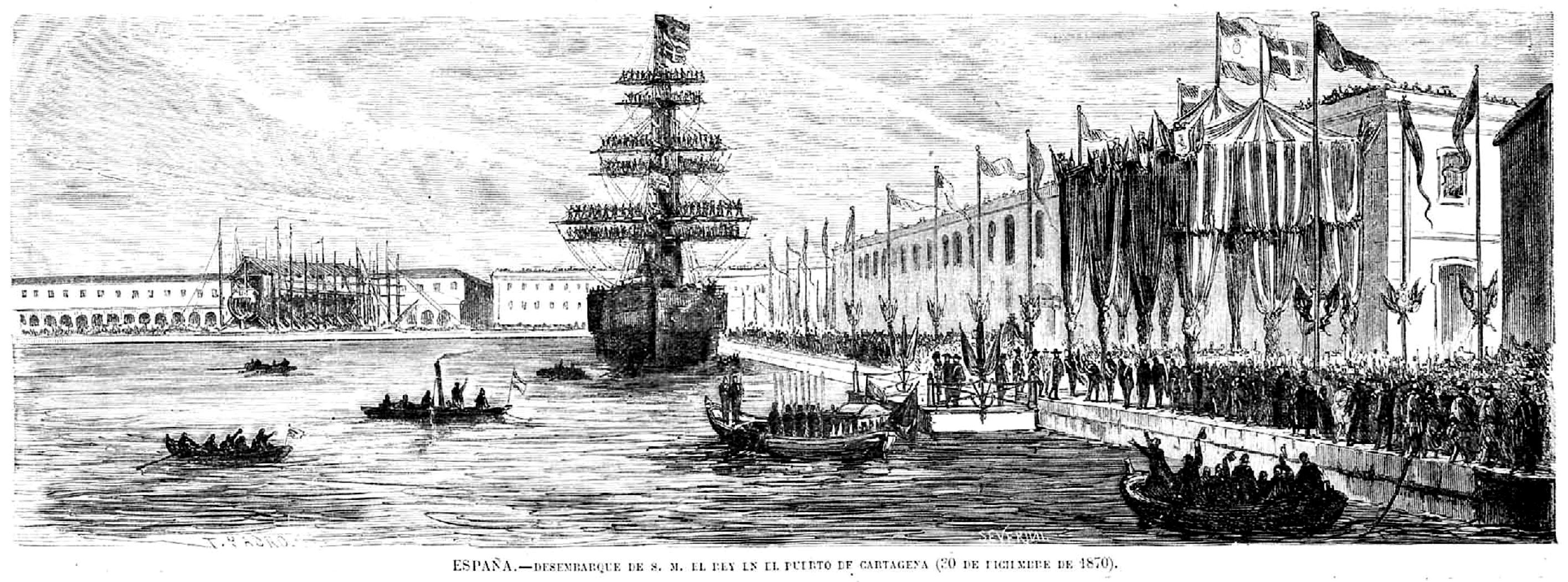
Desembarque de Amadeo de Saboya en Cartagena

El sábado, 26 de noviembre de 1870, zarpó de Cartagena junto a la fragata de hélice Villa de Madrid y a la fragata blindada Vitoria con rumbo a Génova con la misión de trasladar al nuevo rey de España Amadeo I, con la Villa de Madrid al frente y cada una de las fragatas blidadas siguiéndola en sus aletas, arribando al puerto italiano escoltados por la corbeta italiana Príncipe Humberto, trasladándose posteriormente la flota hasta el puerto de La Spezia, donde el Rey embarcó en la Numancia, que zarpó, escoltada por los dos buques españoles y por la corbeta italiana Príncipe Humberto y la goleta de hélice de la misma nacionalidad Vedetta, uno de cada nacionalidad en cada aleta, arribando la flota a Cartagena con el nuevo rey de España el 30 de diciembre de 1870.

### Rebelión cantonal

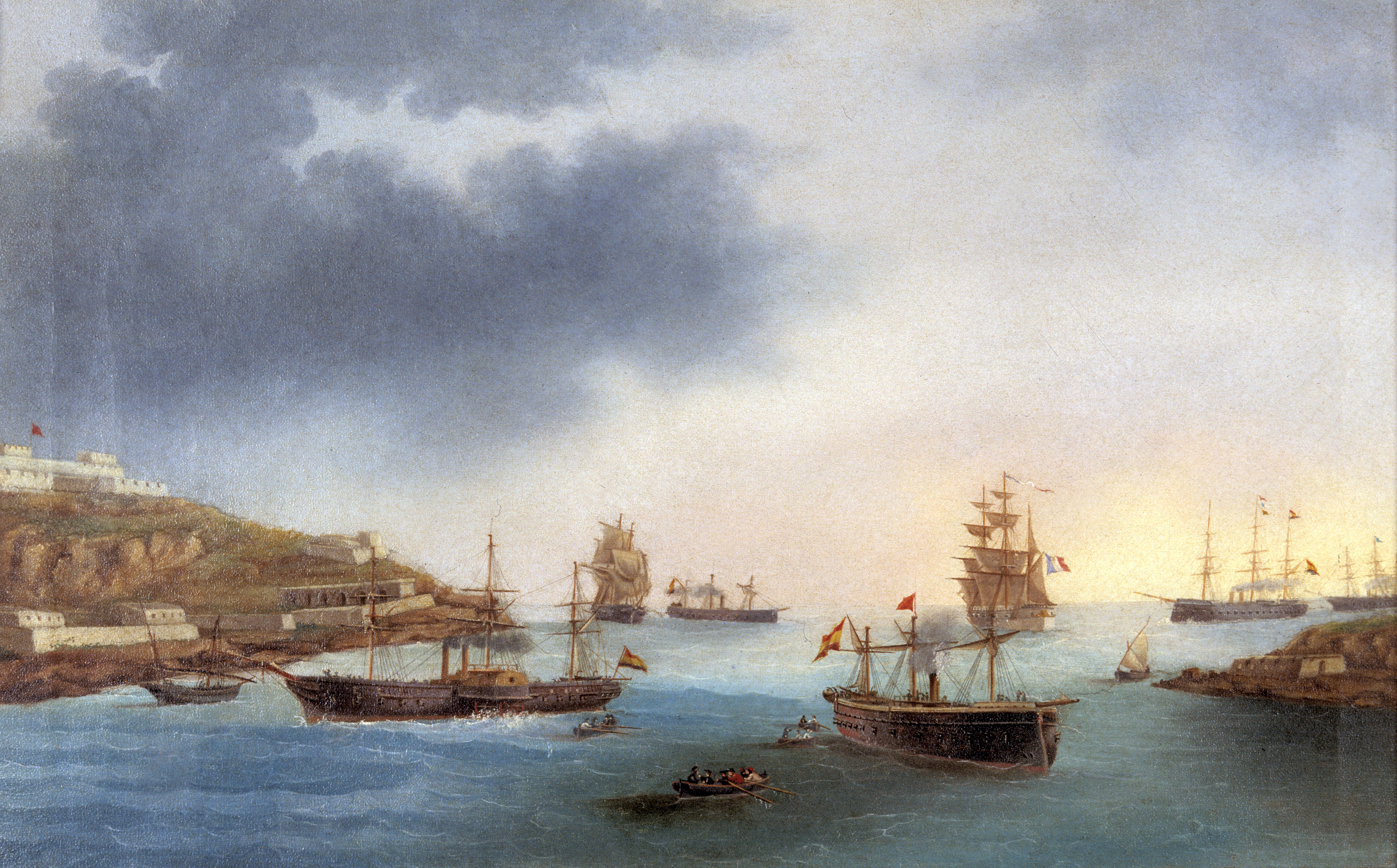
combate naval de Portmán el 11 de octubre de 1873

El 13 de julio de 1873, al día siguiente de constituirse definitivamente en Cartagena la junta revolucionaria, Antonio Gálvez Arce se dirigió hacia la fragata Almansa, arengó a los tripulantes, que se unieron a la sublevación —con la excepción de los jefes y oficiales—, y tras ella, arriaron la bandera española y se sumaron al cantón los buques Numancia,  Tetuán (1863), Vitoria y Méndez Núñez, cuatro de las siete fragatas blindadas que poseía en ese momento España, y el vapor Fernando el Católico, rebautizado como Despertador del Cantón. Tanto los buques como las tripulaciones que se unieron a la escuadra cantonal fueron declarados piratas el 20 de julio mediante un decreto del gobierno de Nicolás Salmerón.
El 15 de septiembre, zarpó de Cartagena junto a la Méndez Núñez y el vapor de ruedas Fernando el Católico bajo las órdenes del general Carreras, seguidas de los buques ingleses HMS Swiftsure, HMS Invincible, HMS Torch y la corbeta italiana Venecia, para transportar tropas hasta Águilas y recaudar fondos y víveres, arribando a la citada localidad el día 16 del mismo mes, retornando a Cartagena el 17 de septiembre. El 21 de septiembre realizó una incursión sobre Alicante para intentar sumar la ciudad a la causa cantonal, amenazando con bombardear la ciudad tras no conseguirlo y retirándose el día 22 con rumbo a Cartagena tras comprobarse los preparativos para la defensa de la plaza, arribando a la capital cantonal el 23 de septiembre. Al día siguiente volvió acompañada de la Méndez Núñez y el Fernando el Católico, bombardeando la ciudad el 27 de septiembre de 1873 entre cinco y siete horas.
Participó como buque insignia de la escuadra cantonal de Cartagena en el combate naval de Portmán, el 11 de octubre de 1873, entre la escuadra cantonal y la gubernamental, en la que un adelantamiento excesivo de la fragata Numancia con respecto al resto de las unidades, provocó que la escuadra cantonal se viera obligada a retirarse.
Igualmente, participó en la salida efectuada dos días después. Con una buena disposición de combate y manteniendo la Numancia su velocidad acorde a la de las otras dos fragatas, que eran más lentas, la flota gubernamental optó por retirarse y abandonar el pretendido bloqueo de Cartagena.
El 17 de octubre de 1873, zarpó de Cartagena con rumbo a Valencia y Barcelona acompañado de las fragatas Tetuán, Méndez Núñez y el vapor de ruedas Fernando el Católico con el general Juan Contreras, Roque Barcia, Tomaset, varios dirigentes federales valencianos y catalanes, y un nutrido número de tropas a bordo de los buques cantonales, que eran vigilados por tres fragatas británicas. Tenían como misión principal sumar ambas ciudades a la sublevación cantonal. Hacia las cuatro de la madrugada del 20 de octubre, la fragata Numancia embistió accidentalmente al Fernando el Católico y lo echó a pique en escasos minutos con gran pérdida de vidas. En esta expedición se capturaron los vapores Darro, Victoria, Bilbao y Extremadura.
Tras la capitulación de Cartagena, el 12 de enero de 1874 zarpó con rumbo a Mazalquivir para llevar al exilio de Orán a unas quinientas personas, entre las que se encontraban los líderes cantonalistas Antonio Gálvez Arce y Juan Contreras y San Román. Fue perseguida por la Vitoria y la fragata de hélice Carmen, pero pudo escapar por su mayor velocidad. La Numancia fue devuelta a los tripulantes de la Vitoria el 17 de enero.

### Tiempo de paz y conversión en "acorazado guardacostas"

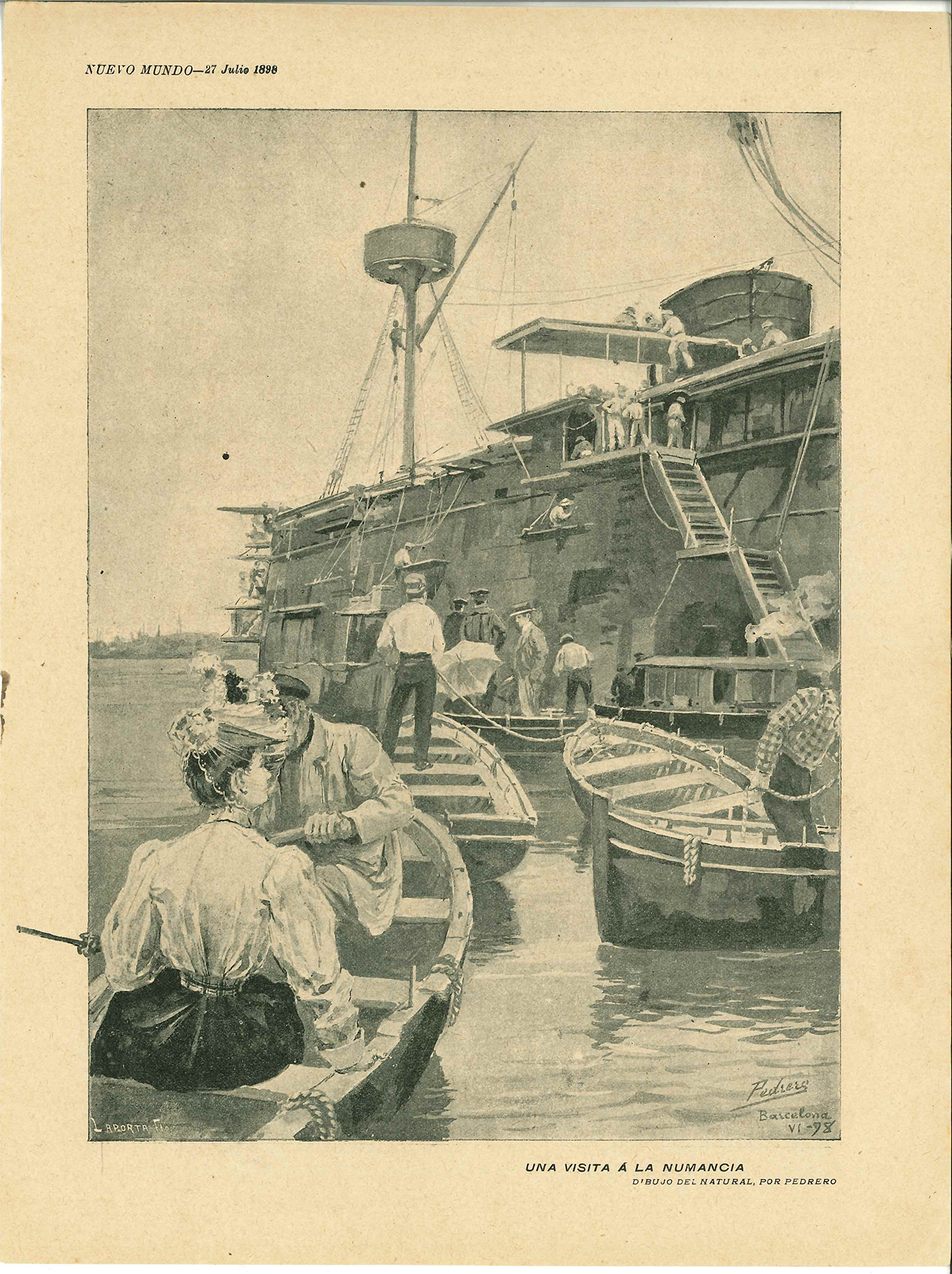
Dibujo "Una visita a la Numancia", de la revista Nuevo Mundo, por Mariano Pedrero, 1898.

En 1883, formó parte de la escuadra que rindió honores en el puerto de Valencia al que sería Federico III de Alemania, que llegaba en devolución a la visita de Alfonso XII a Alemania, a bordo de la corbeta blindada SMS Prinz Adalbert procedente de Génova.
En 1877, junto con la Vitoria, se le dotó en Barcelona de instalación eléctrica, estas dos fragatas blindadas, se convirtieron en las dos primeras unidades de la marina española en incorporar la citada instalación.
Con motivo de la inauguración de la Exposición Universal de Barcelona, el 20 de mayo de 1888 se reunieron en el puerto varios buques de la escuadra española, la fragata blindada Numancia, las fragata de hélice Gerona y Blanca, los cruceros Castilla y Navarra, Isla de Luzón e Isla de Cuba, el Destructor, los cañoneros Pilar y Cóndor y el transporte Legazpi. Poco después partió en viaje por puertos italianos y franceses hasta Tolón, donde asistió a la entrega del acorazado Pelayo, construido en los mismos astilleros que la Numancia, y que tomaba el relevo como buque principal de la flota.
En 1896, al igual que su compañera la fragata Vitoria, fue enviada a Tolón para ser transformada en acorazado guardacostas, recibiendo nuevas calderas y artillería y perdiendo su arboladura, sustituida por dos pequeños mástiles con cofas. Durante el conflicto contra los Estados Unidos no pudo ser alistada a tiempo, al encontrarse aún en reformas. Una vez acabada la guerra, y ante la escasez de unidades de la Armada, tuvo que recuperar un olvidado protagonismo, formando parte de la Escuadra de Instrucción, junto con la Vitoria, el acorazado Pelayo y el crucero Carlos V.
En 1900, por Decreto del 18 de mayo del Ministerio de Marina, se describió técnicamente la situación de los buques de la Armada en ese momento y se dieron de baja 25 unidades por considerarse ineficaces. Respecto al Numancia:

El Numancia y el Vitoria, con escasa protección, aunque bien repartida, con una sola máquina, velocidad que no pasa de 11 millas y escasa artillería, aún pueden utilizarse para defensa de costas o ataque de ciudades o puertos mal artillados. [...] Art. 2.° De los buques restantes, la Numancia, la Vitoria y el Infanta Isabel serán dados de baja cuando exijan el cambio de sus calderas actuales u otras reparaciones o carenas de importancia. Art. 3.° Con los créditos consignados en el presupuesto vigente para el sostenimiento del personal de los buques cuyo desarme se expresa en el art. 1.°, se completarán y aumentarán las dotaciones del Pelayo, Carlos V, Numancia, Vitoria y Nautilus, cuanto permitan los alojamientos actuales y los que prudentemente puedan además construirse, tanto para Oficiales como para Maquinistas, Contramaestres Condestables y demás clases subalternas, con objeto de que se dediquen a la Instrucción de sus dotaciones, verificando continuas navegaciones y ejercicios de todas clases.

En diciembre de 1909, durante la guerra de Melilla, debido a un periodo de reparaciones del crucero acorazado Carlos V el Ministerio de Marina designó al acorazado guardacostas Numancia como buque almirante de la segunda división de la escuadra destinada en aguas de Marruecos.

### Final de vida útil y hundimiento

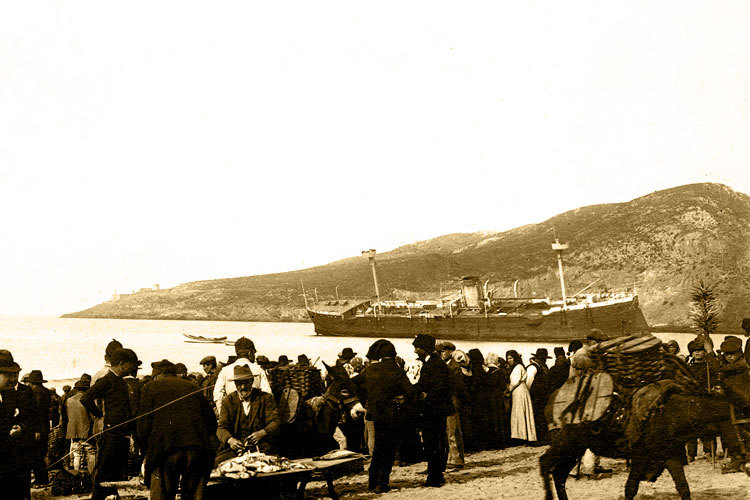
La Numancia encallada en la playa de Sesimbra (Portugal), 1916.

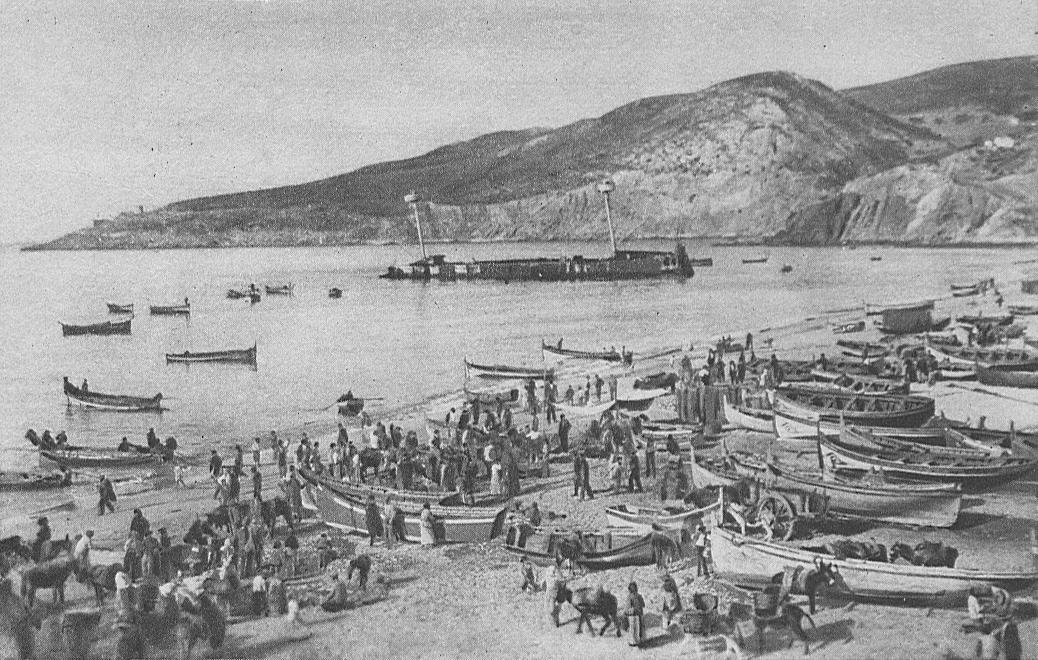
Restos de la fragata Numancia en playa de Sesimbra, 1917.

En 1910, su valor militar era totalmente nulo, pasando a utilizarse como estación flotante en Tánger hasta 1912. Tras el motín de Tánger de 1911, en el que sus marineros amenazaron con bombardear Málaga si esta no se declaraba republicana, fue dada de baja en 1912, y durante un periodo fue asilo de huérfanos de la Armada. Hubo un movimiento popular para que fuese preservada como monumento histórico, pero no llegó a buen puerto.
La nave fue vendida como chatarra a una empresa de Bilbao. Hasta tres veces se intentó hacer el viaje entre Cádiz y Bilbao. Durante la tercera tentativa, encalló en la costa de Sesimbra, en Portugal, el 17 de diciembre de 1916, donde fue parcialmente desguazada in situ, quedando unos pocos restos a entre 5 y 6 m de profundidad.